# Yuya Taguchi
Yuya Taguchi (田口 裕也 Taguchi Yuya?), född 8 april 2001 i Mie prefektur, är en japansk fotbollsspelare.
Taguchi började sin karriär 2020 i Gainare Tottori.